# Anna Banner
Anna Banner, née le 18 février 1995, est une actrice nigériane.

## Biographie
En 2013, Anna Banner est couronnée plus belle femme du Nigeria (en) et représente le Nigeria au concours miss Monde 2013.  Elle est nommée adjointe spéciale de la culture et du tourisme auprès du gouverneur Henry Dickson (en).
En 2014, elle débute en tant qu'actrice dans la série Super Story (en), un drame familial. En 2015, elle donne la naissance à Sophia Okoli, dont le père est le musicien nigérian Flavour.

## Filmographie
- 2014 : Super Story (en)